# Simon Tibbling
Simon Hjalmar Friedel Tibbling (Stockholm, 1994. szeptember 7. –) svéd labdarúgó, a  Brøndby játékosa.

## Statisztika
2015. december 20-i állapot szerint.
| Klub információ | Klub információ | Klub információ | Bajnokság | Bajnokság | Kupa  | Kupa  | Nemzetközi | Nemzetközi | Összesen | Összesen |
| Szezon          | Klub            | Bajnokság       | Mérk.     | Gólok     | Mérk. | Gólok | Mérk.      | Gólok      | Mérk.    | Gólok    |
| Svédország      | Svédország      | Svédország      | Bajnokság | Bajnokság | Kupa  | Kupa  | Nemzetközi | Nemzetközi | Összesen | Összesen |
| --------------- | --------------- | --------------- | --------- | --------- | ----- | ----- | ---------- | ---------- | -------- | -------- |
| 2012            | Djurgårdens IF  | Allsvenskan     | 15        | 1         | 1     | 0     | —          | —          | 16       | 1        |
| 2013            | Djurgårdens IF  | Allsvenskan     | 28        | 1         | 4     | 0     | —          | —          | 32       | 1        |
| 2014            | Djurgårdens IF  | Allsvenskan     | 30        | 1         | 3     | 0     | —          | —          | 33       | 1        |
| Összesen        | Svédország      | Svédország      | 73        | 3         | 8     | 0     | 0          | 0          | 81       | 3        |
| Hollandia       | Hollandia       | Hollandia       | Bajnokság | Bajnokság | Kupa  | Kupa  | Nemzetközi | Nemzetközi | Összesen | Összesen |
| 2014–15         | FC Groningen    | Eredivisie      | 17        | 1         | 3     | 0     | —          | —          | 20       | 1        |
| 2015–16         | FC Groningen    | Eredivisie      | 16        | 0         | 2     | 0     | 6          | 0          | 24       | 0        |
| Összesen        | Hollandia       | Hollandia       | 33        | 1         | 5     | 0     | 6          | 0          | 44       | 1        |

## Sikerei, díjai

### Klub
- Groningen
  - Holland kupa: 2014–15

- Brøndby
  - Dán kupa: 2017–18

### Válogatott
- Svédország U21
  - U21-es labdarúgó-Európa-bajnokság: 2015